# Pyrostria italyensis
Pyrostria italyensis är en måreväxtart som först beskrevs av Alberto Judice Leote Cavaco, och fick sitt nu gällande namn av Aaron Paul Davis och Rafaël Herman Anna Govaerts. Pyrostria italyensis ingår i släktet Pyrostria och familjen måreväxter. Inga underarter finns listade i Catalogue of Life.